# Белл, Коби
Коби Белл (англ. Coby Bell, род. 11 мая 1975, Ориндж, Калифорния, США) — американский телевизионный актёр, известный благодаря ролям в сериалах «Третья смена» (1999—2005), «Игра» (2006—2015), «Чёрная метка» (2010—2013) и «Одарённые» (2017—2019).

## Биография
Белл родился в округе Ориндж, штат Калифорния, в смешанной семье белой женщины и темнокожего бродвейского актёра Мишела Белла. Он окончил Университет штата Калифорния в Сан-Хосе и вскоре начал актёрскую карьеру на телевидении, появляясь в «Скорая помощь» и «Баффи — истребительница вампиров». В 1998—1999 годах он снимался в недолго просуществовавшем сериале CBS «Доктора Лос-Анджелеса».
В 1999 году Белл получил регулярную роль офицера Тайрона Дэвиса в сериале NBC «Третья смена», где снимался на протяжении шести сезонов, до 2005 года. Он стал единственным актёром сериала, кто появился в каждом из 132 эпизодов. После его завершения он переехал из Нью-Йорка в Лос-Анджелес, где продолжил карьеру, играя второстепенную роль в ситкоме UPN «Половинка и половинка». В 2006 году он получил роль в пилоте спин-оффа ситкома UPN «Подруги» — «Игра», который транслировался на The CW с 2006 по 2009 год. Шоу было закрыто и Белл присоединился к сериалу USA Network «Чёрная метка», где снимался на регулярной основе до 2013 года. «Игра» тем временем в 2011 году был возрожден BET, но из-за контрактных обязательств перед USA Network, Белл появлялся в шоу лишь периодически. Он вернулся к шоу на регулярной основе в 2013 году, оставаясь с ним до финала в 2015 году. Вскоре после финала шоу, Белл получил регулярную роль в пилоте ABC «Адвокат» с бывшей коллегой по «Третья смена» Ким Рейвер, а также Джой Брайант.

## Фильмография
| Год                  | Название на русском               | Название на английском   | Роль              | Примечания                                                                 |
| -------------------- | --------------------------------- | ------------------------ | ----------------- | -------------------------------------------------------------------------- |
| 1997                 | Родители                          | The Parent 'Hood         | Девиган           | Эпизод: «Father Wendell»                                                   |
| 1997                 | Баффи — истребительница вампиров  | Buffy the Vampire Slayer | Молодой человек   | Эпизод: «Reptile Boy»                                                      |
| 1997                 | Скорая помощь                     | ER                       | Бретт Николсон    | Эпизод: «Good Touch, Bad Touch»                                            |
| 1998                 | Умный парень                      | Smart Guy                | Энтони Уильямс    | Эпизод: «Most Hated Man on Campus»                                         |
| 1998—1999            | Доктора Лос-Анджелеса             | L.A. Doctors             | Патрик Оуэн       | Регулярная роль, 13 эпизодов                                               |
| 1999                 |                                   | ATF                      | Агент Динко Бейтс | Телевизионный фильм                                                        |
| 1999—2005            | Третья смена                      | Third Watch              | Тайрон Дэвис      | Регулярная роль, 132 эпизода                                               |
| 2005                 | Половинка и половинка             | Half & Half              | Глен              | 3 эпизода                                                                  |
| 2006                 | Подруги                           | Girlfriends              | Джейсон Питтс     | Эпизод: «The Game»                                                         |
| 2006                 |                                   | Drifting Elegant         | Ренни             |                                                                            |
| 2006—2009, 2011—2015 | Игра                              | The Game                 | Джейсон Питтс     | Регулярная роль (сезоны 1-3, 6-8), эпизодически (сезоны 4-5), 120 эпизодов |
| 2007                 | C.S.I.: Место преступления Майами | CSI: Miami               | Тони Деккер       | Эпизод: «Kill Switch»                                                      |
| 2007                 | Чужой против Чужого               | Showdown at Area 51      | Джуд              | Телевизионный фильм                                                        |
| 2008                 | Играть по-честному                | Ball Don’t Lie           | Дред              |                                                                            |
| 2010—2013            | Чёрная метка                      | Burn Notice              | Джесси Портер     | Регулярная роль, 67 эпизодов                                               |
| 2014                 | Красотки в Кливленде              | Hot in Cleveland         | Баз               | Эпизод: «Auction Heroes»                                                   |
| 2015                 | Адвокат                           | The Advocate             | Крис              | Пилот                                                                      |
| 2017—2019            | Одарённые                         | The Gifted               | Джейс Тёрнер      |                                                                            |